# 吳適
吳適（1877年—1958年），字任之，號南园。福州連江人。清末政治人物。早年隨孫中山奔走革命，辛亥革命時陷獄，民國建立後生還。工畫山水，宗王叔明。

## 生平
出生於秀才家庭，在其幼年時，父親即已逝世，由其母黃氏和姑姑王瑞珍扶養長大。长大後，效法鄭思肖的民族氣節以及先祖的筆耕墨耘，與同鄉林覺民、林尹民、林文多等人參與革命運動，以求建立民主國家。
光緒三十年（1905年），加入同盟會，並時常與鄭祖蔭、鄭烈、劉元棟、劉通、林斯琛於福州談論大事，並於倉前山建立了橋南公益社。
光緒三十四（1909年），成立連江光復會，原為拳館，故會員多為獵手、拳師、手工藝者，身手矯捷，被同盟會成員視為舉義之幹才。
宣統三年（1911年），與曾守輝率領光復會會眾，前往廣州參與起義大事，聯合革命黨，分為四路進攻。黃興為第一路統領，林文為先導，其與馮超驤為督隊。一開始，進攻兩廣總督署，擊斃警衛營長金振邦，轉為攻擊軍械局，遭清軍水師提督李準襲擊，敗走，林尹民、林文、劉元棟等人戰死，林覺民被捕。
1912年，中華民國建立，由孫中山擔任臨時大總統，數月後，讓位給袁世凱。次年，未經國會通過，擅自簽訂《臨時約法》，引起國民黨發動二次革命，無視於福建響應，成立第三梯隊民軍。袁世凱死後，解散第三梯隊民軍，成立閩學會，創辦《福建新報》。
民國六年（1917年），擔任孫中山之內政僉事、秘書，深得信任。孫中山死後，旋即退出政壇，隱居於烏石山。
民國四十七年（1958年），病逝，葬於福州三山陵園，享年81歲。